# Castianeira formosula
Castianeira formosula är en spindelart som beskrevs av Simon 1910. Castianeira formosula ingår i släktet Castianeira och familjen flinkspindlar.
Artens utbredningsområde är Bioko. Inga underarter finns listade.